# Periclimenes darwiniensis
Periclimenes darwiniensis är en kräftdjursart som beskrevs av Bruce 1987. Periclimenes darwiniensis ingår i släktet Periclimenes och familjen Palaemonidae. Inga underarter finns listade i Catalogue of Life.